# 1517
1517 (MDXVII) var ett normalår som började en torsdag i den julianska kalendern.

## Händelser

### April
- 30 april – Evil May Day eller Ill May Day var ett främlingsfientligt upplopp som ägde rum i april 1517 mot utlänningar bosatta i London.

### Augusti
- 4 augusti – Den danska flottan, under ledning av Gustav Trolles farbror Joakim, landsätter en här vid Stockholm.
- 15 augusti – Hären anfaller och förstör Västervik, men slås tillbaka i slaget vid Vädla.
- 25 augusti – Egypten blir en provins i Osmanska riket.[1]

### Oktober
- 31 oktober – Martin Luther anslår 95 teser på slottskyrkans port i Wittenberg, vilket blir inledningen till reformationen. Han angriper bland annat avlatshandeln inom Romersk-katolska kyrkan.[2]

### November
- Ett svenskt riksmöte hålls, varvid Sten Sture den yngre och riksråden beslutar om ärkebiskopen Gustav Trolles avsättning och Stäkets rivning rivning.
  - 23 november – Riksmötet avslutas med att ständerna beslutar om Gustav Trolle avsättning som svensk ärkebiskop.

### December
- December – Gustav Trolle kapitulerar och ger sig fången efter belägringen av Almare-Stäkets borg.

### Okänt datum
- Kaffet kommer till Europa. Dess popularitet dröjer dock i ett par hundra år.

## Födda
- 1 maj – Svante Sture d.y., svensk greve och friherre, riksmarsk från 1560 eller 1561 till 1564.
- 16 juli – Frances Brandon, engelsk tronarvinge.

## Avlidna
- 12 februari – Katarina av Navarra, drottning av Navarra.
- 15 mars – Jaime Serra I Cau, spansk kardinal.
- 21 september – Dyveke Sigbritsdatter, älskarinna till Kristian II.
- 23 december – Tjede Peckes, frisisk hjältinna och fanbärare.

### Fotnoter
1. ↑  World Statesmen (läst 6 april 2011)
2. ↑  Det hände i dag – 31 oktober